# Document and Eyewitness
Document and Eyewitness è il primo album live della post-punk band inglese Wire. Quest'album segnò il primo scioglimento della band e la fine della collaborazione con la EMI. Il concerto alla Notre Dame Hall mostra i Wire dopo il tour in supporto dell'album 154, stanchi di suonare sempre lo stesso repertorio.
Il concerto alla Electric Ballroom invece mostra la band nella sua libertà artistica: il gruppo creò un'esibizione surreale che non includeva solo nuove tracce, ma anche un cabaret dadaista con un foglio di 6 metri per 12 dietro il quale la band si esibiva.
La versione live di Heartbeat è stata registrata a Montreux nel marzo 1979, quando i Wire erano di spalla ai Roxy Music.
L'album fu pubblicato inizialmente su doppio vinile, uno con le tracce registrate alla Notre Dame Hall e a Montreux, l'altro con quelle registrate alla Electric Ballroom.

## Tracce
(Tracce 1-7 registrate alla Notre Dame Hall di Londra, 8 a Montreux, 9-20 alla Electric Ballroom di London, 21-22 al Magritte Studio)
1. Go Ahead
2. Ally in Exile
3. Relationship
4. Underwater Experiences
5. Witness to the Fact
6. 2 People in a Room
7. Our Swimmer
8. Heartbeat
9. 5/10
10. 12XU (Fragment)
11. Underwater Experiences
12. Everythings Going To Be Nice
13. Piano Tuner (Keep Strumming Those Guitars)
14. We Meet Under Tables
15. Zegk Hoqp'
16. Eastern Standard
17. Instrumental'
18. Eels Sang Lino
19. Revealing Trade Secrets
20. And Then...
21. Our Swimmer
22. Midnight Bahnhof Cafe

## Formazione
- Colin Newman – voce, chitarra
- Graham Lewis – voce, basso
- Robert Gotobed – batteria
- B. C. Gilbert – chitarra, voce